# Mads Sande
Mads Sande, né le 22 mars 1998 à Bergen en Norvège, est un footballeur norvégien qui évolue au poste d'ailier droit au SK Brann.

## Biographie

### En club
Né à Bergen en Norvège, Mads Sande commence le football dans un petit club de la ville, le Vadmyra IL avant d'être formé par le club local du FK Fyllingsdalen (en), où il commence sa carrière dans les divisions inférieures du football norvégien. Puis il joue pour le Fana IL (en) où il découvre la troisième division norvégienne.
Le 20 février 2020, Mads Sande rejoint le FK Haugesund en provenance du Nest-Sotra Fotball (en) où il avait encore un an de contrat, et il signe pour un contrat courant jusqu'en décembre 2023 avec son nouveau club,.
Il découvre alors l'Eliteserien, l'élite du football norvégien, jouant son premier match sous ses nouvelles couleurs dans cette compétition, le 21 juin 2020, face au FK Bodø/Glimt. Titulaire au poste de milieu défensif, il ne peut empêcher la défaite de son équipe (6-1 score final).
Jouant peu lors de ses premiers mois au club, il est prêté le 24 septembre 2020 au Sandnes Ulf jusqu'à la fin de l'année.
Le 31 août 2023, Mads Sande s'engage en faveur du SK Brann. Il signe un contrat courant jusqu'en décembre 2026. Sande devait initialement rejoindre le club librement en janvier 2024, à expiration de son contrat avec Haugesund. Le joueur est finalement acheté par Brann dès l'été. Il se dit heureux de rejoindre un club qui compte pour lui, natif de la ville du club, Bergen.
Il joue son premier match pour Brann le 3 septembre 2023, lors d'une rencontre de championnat face au Sarpsborg 08 FF. Il entre en jeu et son équipe s'impose par un but à zéro. Sande se blesse toutefois gravement lors de ce match. Victime d'une rupture du ligament croisés, il doit être opéré et son indisponibilité et estimée à plusieurs mois. Sa saison est dès lors terminée.

### En sélection
Mads Sande représente l'équipe de Norvège des moins de 17 ans. Il joue un total de dix matchs avec cette sélection entre 2014 et 2015.